# Tisbe media
Tisbe media is een eenoogkreeftjessoort uit de familie van de Tisbidae. De wetenschappelijke naam van de soort werd in 1927  voor het eerst geldig gepubliceerd door Georg Ossian Sars.